# Megan Thee Stallion
Megan Thee Stallion, pseudonimo di Megan Jovon Ruth Pete (San Antonio, 15 febbraio 1995), è una rapper statunitense.
Ha raggiunto il successo nel 2019 con il singolo Hot Girl Summer, in collaborazione con Nicki Minaj e Ty Dolla Sign, che si è imposto al numero undici della Billboard Hot 100 statunitense. Nel 2020 il suo brano Savage, grazie al remix con la cantante Beyoncé, raggiunge il primo posto della suddetta classifica. Nello stesso anno la rapper collabora con Cardi B alla hit di successo mondiale WAP e pubblica l'album in studio di debutto Good News.
Successivamente alla pubblicazione della raccolte Something for Thee Hotties (2021) e del secondo album in studio Traumazine (2022), la rapper affronta una causa legale con l'etichetta discografica sino allo scioglimento del contratto nell'ottobre 2023, fondando la Hot Girl Productions, società indipendente di musica e intrattenimento.
Nel corso della sua carriera è stata premiata con numerosi riconoscimenti, tra cui due BET Awards, due BET Hip Hop Awards, tre Grammy Awards, due MTV Video Music Awards e le è stato conferito il Powerhouse Award nell'ambito dell'annuale Billboard Women in Music Awards del 2019.

## Biografia
Megan Jovon Ruth Pete è nata a San Antonio, in Texas, figlia della rapper Holly Thomas, in arte Holly-Wood e Joseph Pete Jr. Successivamente alla pena di carcerazione del padre per otto anni, Holly Thomas si trasferisce con la figlia di pochi mesi nel quartiere di South Park a Houston, Texas, per lavorare tra i concerti e le sessioni negli studio di registrazione per registrare la propria musica. Dai quattordici ai diciotto anni, Megan ha vissuto con la madre a Pearland, Texas, dove frequenta la Pearland High School, diplomandosi nel 2013. Suo padre morì durante il suo primo anno di liceo. Megan ha iniziato a scrivere i suoi pezzi a 16 anni. Quando ha rivelato alla madre di voler rappare, lei le ha consigliato di aspettare i 21 anni prima di iniziare una carriera musicale. La madre, nonostante fosse impressionata dal suo talento, riteneva i suoi testi troppo suggestivi e sessuali per la sua giovane età e temeva per la reazione del pubblico.
Nel 2013 Megan si iscrive alla Prairie View A&M University, sebbene lasci gli studi pochi anni dopo per intraprendere la carriera musicale. In quegli anni Megan ha adottato il suo nome d'arte, Megan Thee Stallion, poiché tutti la chiamavano una "stallone (stallion)" per via della sua altezza (1,78 m) e sfidava ragazzi in freestyle, divenendo popolare sui social media. Dopo la morte della madre, avvenuta nel 2019 a causa di un tumore cerebrale, Megan ha ripreso gli studi alla Texas Southern University, laureandosi l'11 dicembre 2021 con una Bachelor's Science Degree in gestione e amministrazione sanitaria.

### 2016-2018: i primi progetti e il contratto discografico
Nel 2016 ha pubblicato il suo primo mixtape, Rich Ratchet, e il suo primo singolo Like a Stallion, prodotto da TA. L'anno successivo è stata la volta del suo primo EP, Make It Hot. Una canzone presente in quest'ultimo, Last Week in H TX, ha ricevuto oltre quattro milioni di visualizzazioni su YouTube. Nel 2017 ha reso disponibile Stalli (Freestyle), una rivisitazione di Look At Me! di XXXTentacion.
All'inizio del 2018 ha firmato un contratto discografico con la 1501 Certified Ent. A giugno ha pubblicato un EP di 10 tracce, Tina Snow, chiamato come il suo alter ego omonimo che ha descritto come una versione più cruda di sé. L'EP è stato accolto positivamente dalla critica specializzata. Nel novembre successivo è diventata la prima rapper donna a firmare con la casa discografica 300 Entertainment. Successivamente firma un contratto con la Roc Nation per la gestione manageriale e di distribuzione della musica.

### 2019-2021: il successo conFever,SugaeGood News

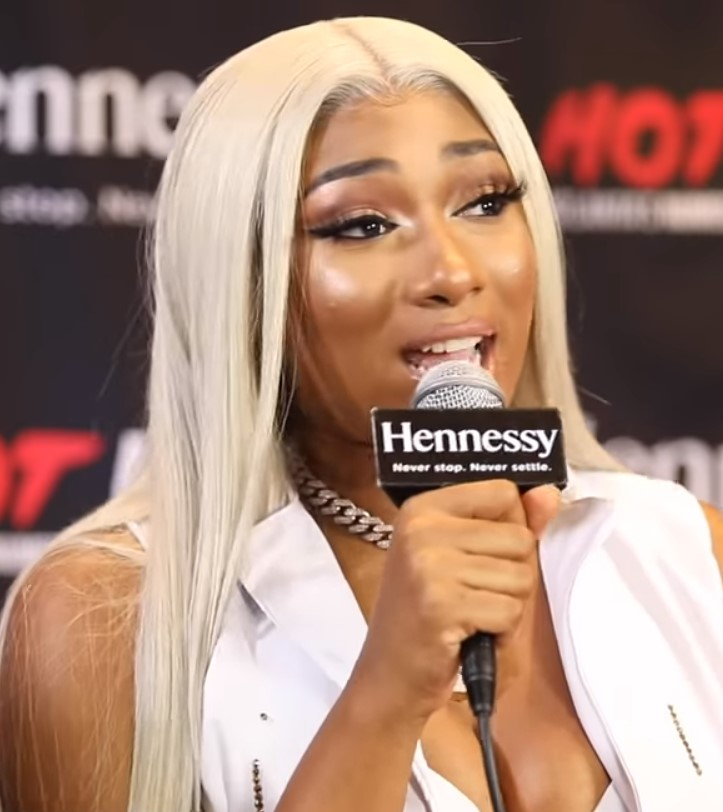
Megan Thee Stallion nel 2019

Nel 2019 ha estratto il singolo Big Ole Freak da Tina Snow, registrandone un video musicale. La canzone è diventata la sua prima entrata nella Billboard Hot 100, spingendosi fino alla 65ª posizione.
Il suo primo mixtape commerciale, Fever, è stato pubblicato il 17 maggio 2019. Ha ricevuto un buon successo sia di critica che di pubblico, entrando alla decima posizione della Billboard 200. Il 21 maggio, ha pubblicato il video musicale del singolo Realer. Il 20 giugno ha rivelato di essere stata inclusa nella dodicesima edizione della lista annuale di XXL Freshman Class. Il 9 agosto ha pubblicato il brano Hot Girl Summer, in collaborazione con Nicki Minaj e Ty Dolla Sign e prodotto da Juicy J.
Nel gennaio 2020 la rapper ha pubblicato il singolo Diamonds, in collaborazione con Normani, incluso nella colonna sonora del film Birds of Prey e la fantasmagorica rinascita di Harley Quinn. Il 6 marzo successivo è uscito il suo terzo EP, Suga: da esso è stato estratto il singolo Savage, diventato virale su TikTok, che grazie al successivo remix con Beyoncé si è posizionato alla vetta della classifica statunitense, diventando la sua prima numero uno in patria, e al numero tre in quella britannica, riscuotendo successo anche a livello internazionale.
Nell'agosto 2020 Megan ha partecipato al singolo di Cardi B, WAP, che ha esordito direttamente in vetta alla Hot 100, divenendo la sua seconda numero uno in madrepatria. Il 12 novembre 2020 Megan ha annunciato tramite i social media l'arrivo del suo album in studio di debutto, Good News, che è stato pubblicato il 20 novembre successivo. Il progetto è stato anticipato dai singoli Girls in the Hood e Don't Stop, quest'ultimo in collaborazione del rapper Young Thug.
Nel corso della 63ª edizione dei Grammy, tenutasi la sera del 14 marzo 2021, la rapper è stata premiata come miglior artista esordiente, mentre il remix di Savage in collaborazione con Beyoncé ha trionfato nelle categorie di miglior interpretazione rap e miglior canzone rap.

### 2022-presente:Traumazine, Hot Girl Productions eMegan
L'11 marzo 2022 Megan Thee Stallion ha pubblicato una collaborazione con la cantante Dua Lipa, intitolata Sweetest Pie. Il 27 marzo successivo Megan ha fatto un'apparizione ai Premi Oscar 2022, dove si è esibita insieme a vari artisti con We Don't Talk About Bruno, tratta dal film Encanto, divenendo la seconda rapper ad esibirsi nella storia della premiazione dopo Queen Latifah. In una copertina di Rolling Stone, Megan ha rivelato di aver collaborato con Future per il suo secondo album, in un brano intitolato Pressurelicious e pubblicato come singolo nel giugno 2022. Il 12 agosto 2022 il secondo album, Traumazine, viene distribuito attraverso la 1501 Certified e 300 Records.
Successivamente alla vittoria della causa legale contro la casa discografica 1501 Certified, con lo scioglimento del contratto, nell'ottobre 2023 Megan Thee Stallion fonda la propria società indipendente di musica e intrattenimento Hot Girl Productions, attraverso la quale pubblica i singoli Cobra, il 3 novembre 2023, e Hiss, il 26 gennaio 2024, che debutta alla numero uno della Billboard Hot 100, annunciando il terzo album in studio. Il 5 aprile collabora con GloRilla al singolo Wanna Be, il quale riceve un discreto successo in madrepatria. Il 10 maggio pubblica, attraverso la sua etichetta discografica, il singolo Boa. Il 28 giugno 2024 viene pubblicato l'album in studio Megan, promosso attraverso l'Hot Girl Summer Tour negli Stati Uniti e in Europa nel corso della stessa estate. Composto da 18 tracce, Megan ha esordito al terzo posto della Billboard 200 statunitense. Il 18 ottobre 2024 annuncia la versione deluxe dell'album Megan, intitolata Megan: Act II, pubblicato il 25 ottobre 2024.

## Cause legali

### Cause legali contro 1501 Certified Entertainment
Successivamente alla firma del contratto con l'agenzia di management Roc Nation nel 2020, Megan Thee Stallion è stata avvertita dalla compagnia che il contratto con la 1501 Certified Entertainment risultava «incerto». Il contratto prevedeva che la cantante avesse diritto al 40% dei suoi profitti discografici, mentre all'etichetta spettasse il 60%, rispetto alla divisione paritaria al 50% che è consuetudine nel settore; il contratto prevedeva inoltre che all'etichetta aspettassero il 50% delle pubblicazioni sui social network della rapper, il 30% dei suoi introiti dalle tournée e il 30% di quelli derivanti dal merchandising, oltre al controllo dei suoi diritti di immagine sul merchandising e una quota delle entrate economiche per sponsorizzazioni o pubblicità. Sebbene l'amministratore delegato dell'etichetta, Carl Crawford, abbia smentito alcune affermazioni rilasciate dai legali della Thee Stallion, il 2 marzo 2020 è stata intentata una causa contro la 1501 Certified Entertainment. Nella causa la cantante cita inoltre di essere stata pagata 15.000 dollari dall'etichetta, nonostante abbia generato una cifra stimata in 7 milioni di dollari grazie ai download e agli streaming dei suoi brani. Il giudice del tribunale distrettuale della Contea di Harrison, Texas, ha approvato la sua richiesta di un ordine restrittivo temporaneo, impedendo alla 1501 Certified di interferire con il rilascio di Suga. Due giorni dopo, un altro giudice del tribunale distrettuale della contea di Harris ha negato la richiesta della casa discografica di sciogliere l'ordine restrittivo temporaneo.
Successivamente all'annuncio della pubblicazione del remix del brano Butter della boy band coreana BTS con la rapper previsto per il 27 agosto 2021, la 1501 Certified si è opposta alla sua commercializzazione. Il 24 agosto 2021 Thee Stallion ha presentato una petizione presso un tribunale del Texas, chiedendo un provvedimento d'urgenza prima di venerdì 27 agosto per poter pubblicare il remix come previsto. La cantante ha vinto la petizione, pubblicando il remix nella data annunciata.
Il 29 ottobre 2021 la rapper ha pubblicato l'album di raccolta Something for Thee Hotties, progetto non riconosciuto dalla 1501 Certified come album. La casa discografica afferma che il progetto presenti 44:38 minuti di ascolto, inferiori ai 45 minuti previsti dal contratto discografico della cantante, di cui 29 minuti sarebbero dovuti essere di nuovi materiali musicali. Inoltre con il disconoscimento del progetto la rapper avrebbe dovuto pubblicare altri due album oltre a Something. Il 18 febbraio 2022, la rapper ha intrapreso una nuova causa legale contro l'etichetta sostenendo che Something rispetta la definizione di album. Sebbene non vi sia stata una sentenza definitiva, con la pubblicazione del secondo album in studio Traumazine, avvenuta il 12 agosto 2022, The Stallion ha espresso la sua delusione e il suo disagio emotivo per la difficoltà che incontrate nel pubblicare la sua musica. La settimana successiva alla pubblicazione dell'album, la rapper ha presentato una terza denuncia, chiedendo il riconoscimento del suo adempimento al contratto e un milione di dollari come risarcimento per la mancata promozione del progetto con campagne di marketing. Il 19 ottobre 2023 gli avvocati della 1501 Certified Entertainment hanno confermato che «Megan Thee Stallion e 1501 Certified sono lieti di annunciare che hanno raggiunto un accordo confidenziale per risolvere le loro divergenze legali, [...] Come parte dell'accordo, entrambe le parti hanno concordato di separarsi amichevolmente».
Dopo la conclusione del procedimento legale, Thee Stallion ha fondato la società indipendente di musica e intrattenimento Hot Girl Productions, prendendo totale controllo delle proprie pubblicazioni, diritti di immagine e di marketing, mantenendo il contratto manageriale con Roc Nation per le tournée e performance dal vivo.

### Causa legale contro Tory Lanez
Il 15 luglio 2020, Megan Thee Stallion ha dichiarato di aver riportato ferite da arma da fuoco e di essersi sottoposta a un intervento chirurgico per rimuovere i proiettili. La sua dichiarazione è avvenuta a tre giorni di distanza dalla dichiarazione che la cantante si trovasse in auto con il rapper Tory Lanez e una donna non identificata, dove si sarebbe ferita con un vetro rotto. Quel giorno Lanez è stato fermato dalla polizia per un controllo, da cui è emerso il possesso illegale di armi da fuoco, portando all'arresto del rapper. Il mese successivo, Thee Stallion ha affermato che Lanez era la persona che le aveva sparato, dicendo che «non ho detto alla polizia quello che è successo immediatamente perché non volevo morire».
Il 25 settembre 2020 Lanez ha pubblicato il suo quinto album, Daystar, in cui affronta le accuse, negando di aver sparato alla cantante. Lo stesso giorno, in una dichiarazione a Variety, l'avvocato di Thee Stallion, Alex Spiro, ha affermato che i rappresentanti di Lanez avevano tentato di lanciare una «campagna diffamatoria» utilizzando messaggi falsificati per «diffondere una falsa narrativa» che la screditasse. La stessa cantante ha poi dichiarato di aver ricevuto un'offerta di denaro da parte di Lanez e del suo team per tacere sulla questione dopo l'incidente.
L'8 ottobre 2020, Lanez è stato accusato di aver sparato a Megan Thee Stallion dai procuratori della Contea di Los Angeles, ottenendo un ordine di protezione contro Lanez, che gli impone di stare ad almeno 100 metri di distanza da Thee Stallion e di non contattarla. In un articolo del The New York Times, pubblicato il 13 ottobre 2020, Thee Stallion ha affrontato ulteriormente la questione, scrivendo: «Le donne nere sono ancora costantemente non rispettate in così tanti ambiti della vita. Recentemente sono stata vittima di un atto di violenza da parte di un uomo. Dopo una festa, mi hanno sparato due volte mentre mi allontanavo da lui». Successivamente Lanez si è dichiarato non colpevole di aggressione con una pistola semiautomatica poiché, se condannato, potrebbe rischiare una pena massima di 22 anni e otto mesi in una prigione statale.
Nell'aprile del 2022 Lanez è stato arrestato per aver violato un ordine di protezione relativo al caso; è stato rilasciato poco dopo con una cauzione maggiorata di 350.000 dollari.

## Stile ed influenze
Megan Thee Stallion è nota per esprimere com i suoi testi espliciti auto-determinazione e sensualità, che vengono messe in mostra anche con i video e le esibizioni dal vivo. In un'intervista per Pitchfork ha raccontato: «Non si tratta solo di essere sexy, si tratta di essere sicuri di sé, ed io sono fiera della mia sessualità». In un'altra intervista per Rolling Stone, ha detto che prima di lei non c'è mai stata davvero una rapper donna proveniente da Houston o Texas.
Menziona inizialmente sua madre, poi Pimp C, The Notorious B.I.G., Three 6 Mafia, Nicki Minaj e Lil’ Kim come le sue più grandi influenze musicali. La rapper ha inoltre citato Beyoncé come l'artista che ha maggiormente ispirato la sua scelta di entrare a far parte dell'industria musicale:

## Immagine pubblica
In molte interviste si è identificata come Tina Snow, uno dei suoi alter ego che ha dato il nome al suo EP di debutto. La rapper è stata ispirata dall'alter ego di Pimp C, Tony Snow per crearla, e infatti ne ha un'autostima simile, oltre al tema sessuale dominante.
Hot Girl Meg è un altro alter ego di Megan Thee Stallion e quest'ultima l'ha paragonata ad una ragazza frequentante il college e i club. Ha confermato di averla introdotta nel suo mixtape Fever.

## Vita privata
Come confermato nel febbraio 2021, Megan è stata coinvolta in una relazione sentimentale con il rapper Pardison Fontaine.
Megan Thee Stallion è una nota appassionata di anime, soprattutto di My Hero Academia e ha indossato più volte degli abiti ispirati ai personaggi della cultura pop giapponese. Nel 2024 ha annunciato di aver iniziato a lavorare a un suo anime.

## Discografia

### Album in studio
- 2020 – Good News
- 2022 – Traumazine
- 2024 – Megan

### Raccolte
- 2021 – Something for Thee Hotties

## Tournée
- 2024 – Hot Girl Summer Tour

## Filmografia

### Cinema
- Dicks: The Musical, regia di Larry Charles (2023)
- Mean Girls, regia di Arturo Perez Jr. e Samantha Jayne (2024) – cameo

### Televisione
- Good Girls – serie TV, episodio 3x08 (2020)
- Legendary – talent show (2021) – giudice
- She-Hulk: Attorney at Law – serie TV, episodio 1x03 (2022)

## Riconoscimenti
Megan ha ricevuto vari riconoscimenti, tra cui tre Grammy Awards, quattro American Music Awards, sette BET Awards, otto BET Hip Hop Awards, due Billboard Music Awards, due iHeartRadio Music Awards, due MTV Video Music Awards e un Soul Train Music Award.